# Xian de Ningjin (Shandong)
Pour les articles homonymes, voir Ningjin.
Le xian de Ningjin (宁津县 ; pinyin : Níngjīn Xiàn) est un district administratif de la province du Shandong en Chine. Il est placé sous la juridiction de la ville-préfecture de Dezhou.

## Démographie
La population du district était de 444 038 habitants en 1999.